# Antonio Baur
Antonio Baur (Parma, 15 novembre 1830 – Milano, 15 novembre 1874) è stato un compositore, direttore di banda e direttore editoriale italiano.
Terminati gli studi, compose nel 1857 Le due fidanzate e l'anno successivo Il conte di Leichester, su libretto di Antonio Ghislanzoni.

## Biografia
La sua formazione inizia presso la Ducale Scuola di Musica di Parma, sua città natale, a fianco dei fratelli Savazzini Carolina e Federico. Quest'ultimo, suo coetaneo, il 18 febbraio 1842 lo invita a presentarsi durante un concerto organizzato dall'Accademia Filarmonica Ducale al Ridotto del Teatro Ducale. A seguito di questa importante esperienza e per continuare i propri studi, si iscrive al Conservatorio di Musica Giuseppe Verdi Milano, perfezionandosi in pianoforte, grazie ai preziosi insegnamenti di Antonio Algeleri, e in composizione, sotto la guida del futuro direttore del Conservatorio Lauro Rossi.
Dopo aver completato gli studi, nel 1857 ha composto Le due fidanzate e nel 1858 Il conte di Leichester, commissionata dal Teatro Regio di Parma, per cui assume il ruolo di direttore di banda fino al 1859, anno in cui si arruola come capo musica della Guardia Nazionale di Parma e poi del Reggimento Ussari di Piacenza. In questo periodo scrive musiche per la fanfara, si ricordano Cerea e la Marcia funebre per la morte del conte di Cavour. Sciolto il reggimento, si trasferisce a Torino in cui ha l'occasione di lavorare come direttore editoriale presso le case Giudici e Strada e Bianchi.
Continua la sua attività di pianista in concerti e il 12 ottobre improvvisa una fantasia per Rimembranze di Bellini. In occasione del carnevale del 1867, collabora con Costantino Dall'Argine per la composizione del ballo Nyssa e Saib, portato in scena al Teatro Regio di Torino e all'Apollo di Roma. In questo anno, si reca come direttore d'orchestra a New York e Londra e nel 1868 scrive il ballo La dea Valhalla, per il Teatro della Pergola di Firenze, che raccolse unanimi successi. Sempre con Dall'Argine, Marenco e Bottesini collabora alla composizione delle musiche per il ballo Alga e Omega, per il Teatro San Carlo di Napoli e riproposto per il carnevale del 1873 e 1874 al Teatro Apollo di Roma.
Nel 1873 risulta scritturato nel ruolo di direttore d'orchestra al Teatro di Manila, nelle Filippine, dove compose numerose opere di musica sacra. Il clima contribuisce a peggiorare il suo stato di salute, compromesso dalla tisi, per cui decise di rientrare in Italia l'anno successivo, morendo a Milano nel 1874.

## Libretti d'opera
- Le due fidanzate, opera seria in due atti su libretto di Antonio Ghislanzoni. (Milano, Teatro Carcano, 20 febbraio 1857)
- Il conte di Leichester, quattro atti su libretto di Antonio Ghislanzoni. (18 febbraio 1858)